# Léon Tertzweil
Léon Tertzweil (16 september 1850 - 10 november 1920) was een Belgisch industrieel.

## Levensloop
Ondernemer Léon Tertzweil was zeer actief in het Gentse bedrijfsleven. Hij had onder meer belangen in verschillende textielfabrieken en was medeoprichter van de nv Clouterie et Tréfilerie des Flandres, een nagelfabriek in Gentbrugge. Als afgevaardigd bestuurder van deze fabriek - in de volksmond de Puntfabriek - stelde hij rond 1910 een duizendtal arbeiders tewerk. Het bedrijf sloot in 1993 de deuren en de site herbergt vandaag onder meer het Gentse stadsarchief.
Tertzweil was daarnaast liberaal politicus in Gentbrugge, en werd in 1911 verkozen in de gemeenteraad. Hij bleef gemeenteraadslid tot bij zijn overlijden in 1920.
De Leo Tertzweillaan in Gentbrugge brengt zijn naam in herinnering.